# 五代 (弘前市)
五代（ごだい）は、青森県弘前市の大字で、旧中津軽郡岩木町の大字。郵便番号は036-1331。

## 地理
北は宮地・八幡、東は賀田・高屋・一町田、南は兼平、西は国吉・新法師に接する。

### 小字
小字として従弟沢・田屋敷・沼田・白山堂・前田・山本・早稲田がある。

## 歴史

### 大浦城
かつて大浦城があったとされているが、文献によっては当地の東に接する賀田という説もある。

### 沿革
- 1889年（明治22年） - 岩木村の大字になる。
- 1891年（明治24年） - 当時の記録では人口604、戸数94、厩80であった。
- 1913年（大正2年） - 水田耕作とりんご生産が主な農業であった。
- 1961年（昭和36年） - 岩木町大字五代になる。
- 2006年（平成18年） - 弘前市への合併とともに弘前市の大字になる。

### 地名の由来
古最勝院の五代（大）尊を安置していたことにちなむ。

## 世帯数と人口
2017年（平成29年）6月1日現在の世帯数と人口は以下の通りである。
| 大字             | 世帯数  | 人口  |
| ---------------- | ------- | ----- |
| 五代（小字全域） | 365世帯 | 905人 |

## 施設

### 教育
- 弘前市立岩木小学校
- 弘前市立津軽中学校

### 商業
- ホワイト急便岩木バイパス店

### 農協
- JAつがる弘前
- JAつがる弘前指導部
- JAつがる弘前りんご冷蔵庫
- JAりんごセンター
- 岩木りんご集出荷貯蔵センター

### 公共
- 五代多目的集会所

## 小・中学校の学区
市立小・中学校に通う場合、学区は以下の通りとなる。
| 大字 | 番地 | 小学校             | 中学校             |
| ---- | ---- | ------------------ | ------------------ |
| 五代 | 全域 | 弘前市立岩木小学校 | 弘前市立津軽中学校 |

## 交通
- 弘南バス

五代、上五代（弘前バスターミナル - 枯木平線、他）停留所。